# سعيد روبنسون
سعيد روبنسون (بالإنجليزية: Saeed Robinson)‏ (8 أغسطس 1990 بكينغستون في جامايكا - ) هو لاعب كرة قدم جامايكي في مركز الهجوم. لعب مع LA Laguna FC ‏ ونادي كولورادو سبرينغس ونادي توكسون.

## وصلات خارجية
- سعيد روبنسون على موقع قاعدة بيانات كرة القدم.إي يو (الإنجليزية)